# مویرز (ویرجینیای غربی)
مویرز (به انگلیسی: Moyers) یک منطقهٔ مسکونی در ایالات متحده آمریکا است که در شهرستان پندلتن، ویرجینیای غربی واقع شده‌است.